# Меренски, Ганс
Ганс Меренски (англ. и нем. Hans Merensky; 16 марта 1871, Ботшабело, Трансвааль — 21 октября 1952, ЮАС) — южноафриканский геолог, изыскатель и филантроп.

## Биография
Ганс Меренский родился в семье немецкого лютеранского миссионера Александра Меренского на станции Берлинского миссионерского общества в Южной Африке близ города Мидделбург. После окончания школы изучал в Германии горное дело и геологию, окончил Берлинский технический университет. Затем работал на угольных шахтах Саара и Силезии. В 1904 году Меренский вернулся в Южную Африку, где занимался геологической разведкой на территории Трансвааля. Вскоре ему удалось открыть месторождение олова близ Претории. В течение последующих 5 лет учёный работал на различные горнодобывающие компании, в том числе на Мадагаскаре. В 1909 году он предсказывал наличие алмазных месторождений по течению реки Оранжевой. Во время Первой мировой войны Меренский как германский подданный был интернирован и заключён в лагерь, за чем последовало и финансовое разорение.
В 1924 году Меренский открыл месторождение платины близ Лиденбурга, а в 1926 — алмазные россыпи у города Александер-Бей, в южной части устья реки Оранжевая на границе с Юго-Западной Африкой, что сделало его одним из самых богатых людей ЮАС. Вскоре учёный продал свою долю в алмазных разработках за 1250 тысяч фунтов стерлингов и основал компанию FOSKOR по разработке месторождений фосфатов в местечке Фалаборва.
Значительную часть своего состояния учёный завещал использовать на развитие садоводства, сельского и лесного хозяйства в Трансваале, а также на проведение мероприятий по защите окружающей среды. Для Университета Претории он построил и оснастил библиотеку.